# Джеймс Аллен Сент-Джон

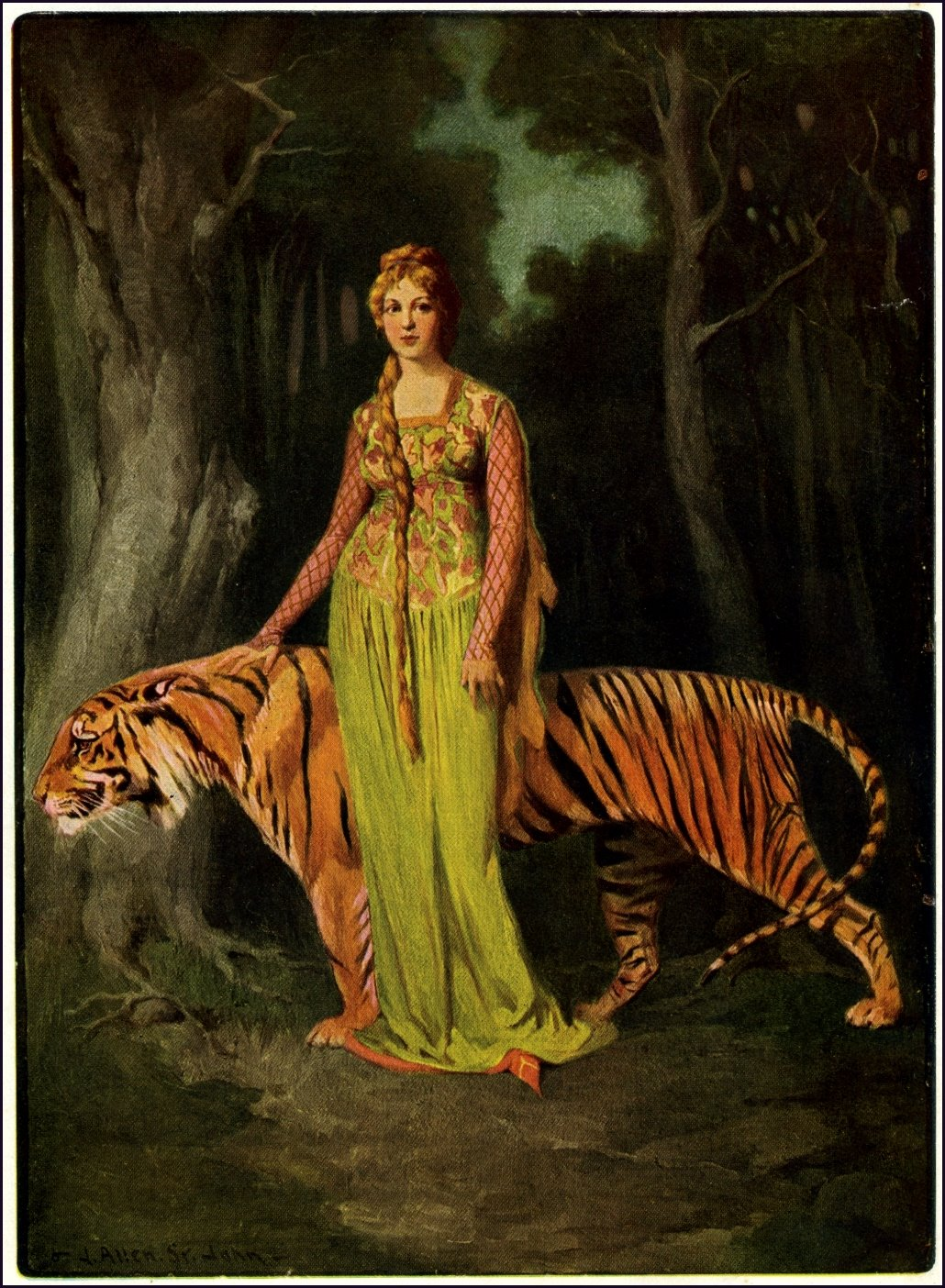
Фронтиспис до видання Обличчя в басейні 1905 року, написаного та проілюстрованого Дж. Алленом Сент-Джоном, опублікованого AC McClurg & Co.

Джеймс Аллен Сент-Джон (англ. J. Allen St. John, 1 жовтня 1872 — 23 травня 1957) — американський письменник, художник та ілюстратор. Його особливо пам'ятають своїми ілюстраціями до романів Едгара Райса Берроуза, хоча він ілюстрував твори багатьох типів. Він викладав у Чиказькому художньому інституті та в Американській академії мистецтв. Багато хто вважає його «хрещеним батьком сучасного фентезі». Його найвідомішими учнями були Рой Кренкель і Френк Фразетта, останній з яких також був визнаний гросмейстером жанру.
Художня кар'єра Сент-Джона почалася в 1898 році. Він навчався в Лізі студентів мистецтв Нью-Йорка, до якої входили Вільям Меррітт Чейз, Ф. В. Дю Монд, Джордж де Форест Браш, Х. Сіддонс Моубрей, Керол Беквіт і Кеніан Кокс . За цим розпочалися його перші комерційні відносини з Нью-Йорк Геральд. Протягом цього періоду він провів час у Парижі з 1906 по 1908 роки в Академії Джуліана, потім в 1912 році переїхав до Чикаго приблизно і зрештою до своєї смерті жив у художній колонії Tree Studios. У Чикаго він близько подружився з художником Луї Ґреллем. Тут він розпочав свою роботу з видавцем AC McClurg & Co., хоча він уже написав для цього видавця свою найвідомішу роботу ще в 1905 році, «Обличчя в басейні», яку він написав та проілюстрував.